# Schloss Euernbach

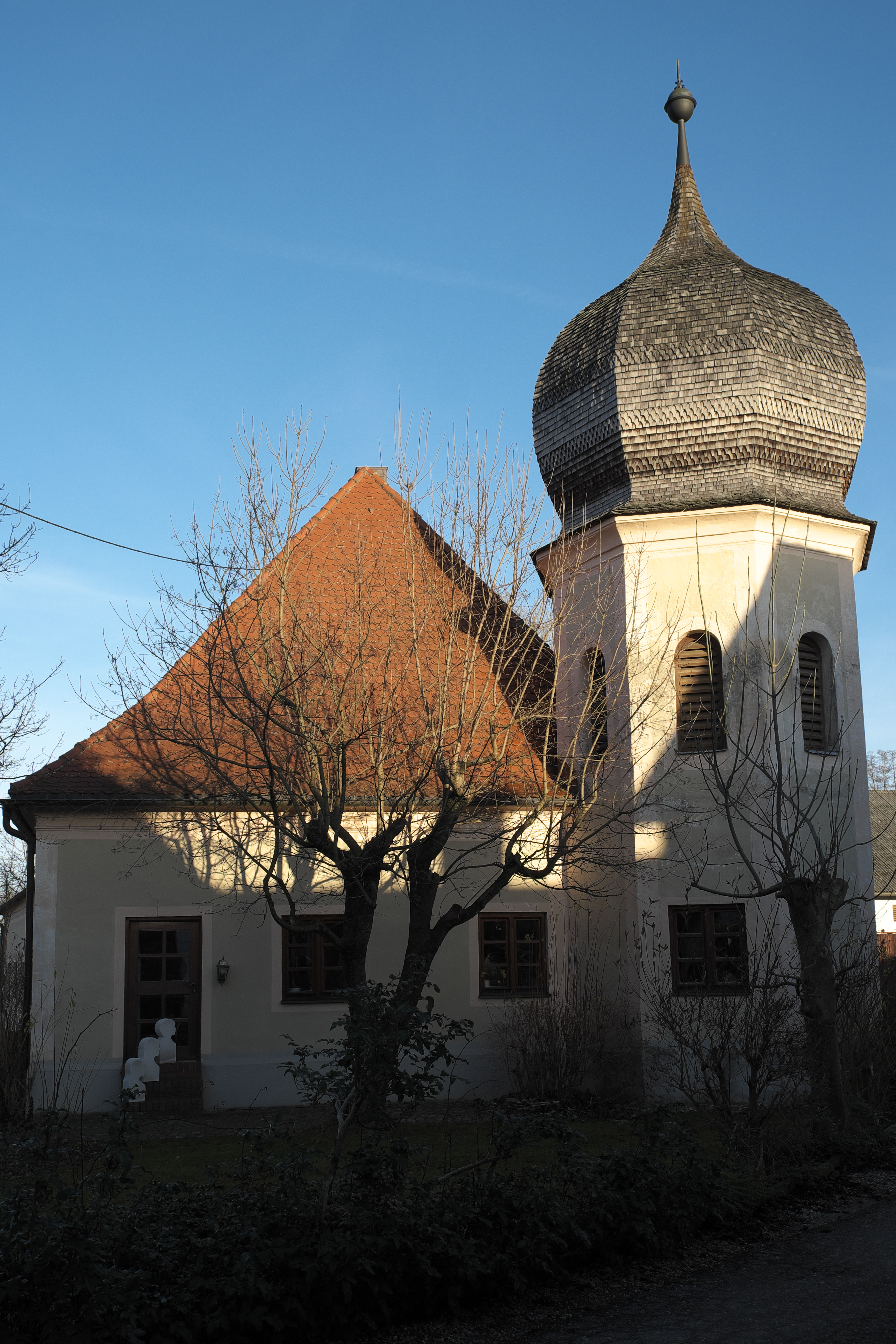
Schloss in Euernbach

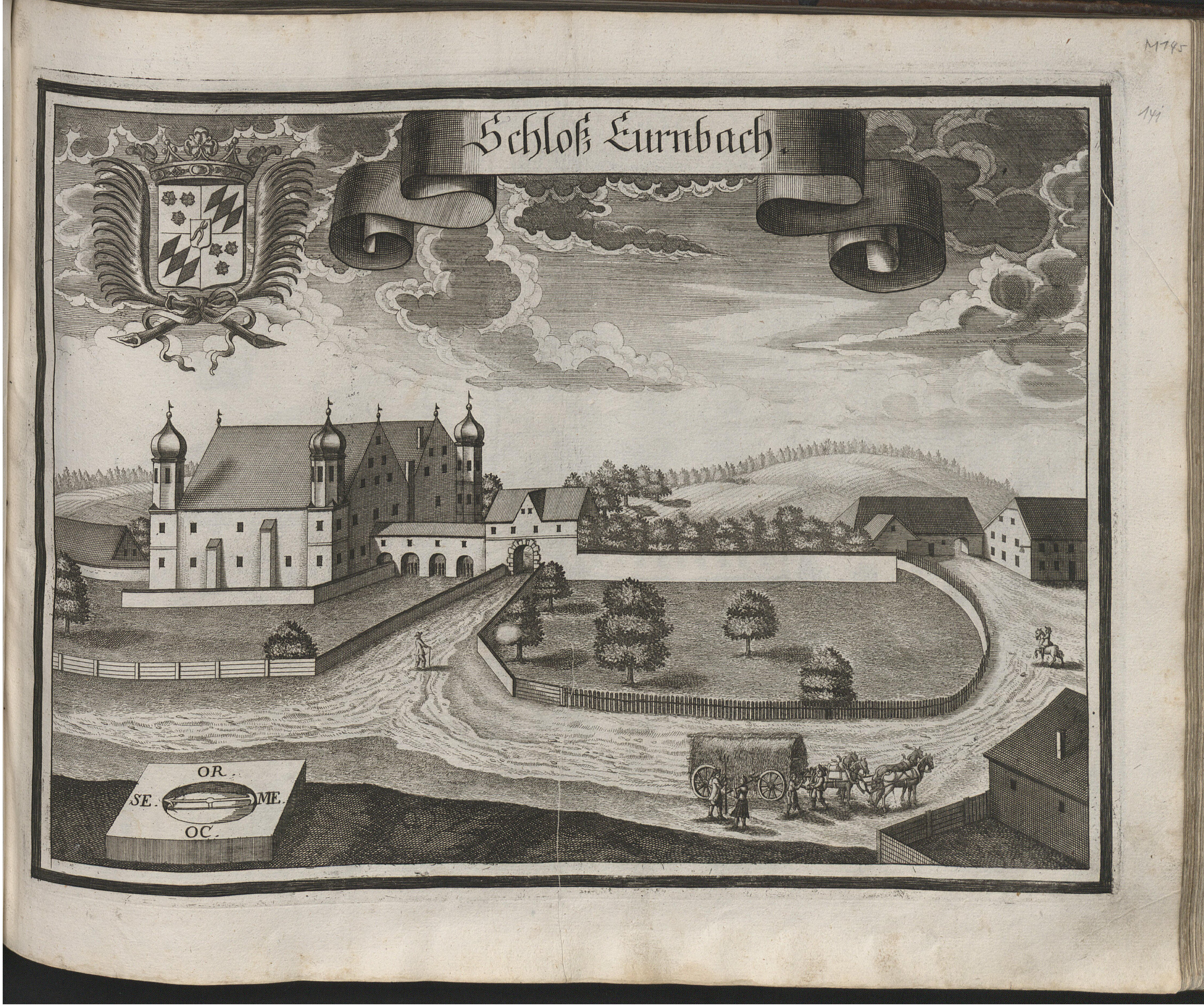
Schloss Euernbach nach einem Stich von Michael Wening (um 1720)

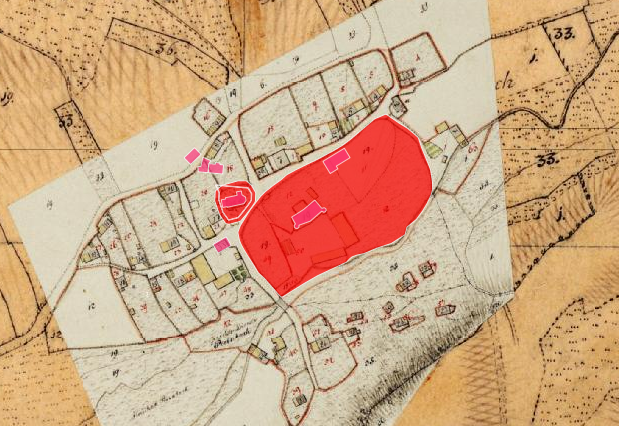
Lageplan von Schloss Euernbach auf dem Urkataster von Bayern

Das Schloss Euernbach befindet sich in Euernbach, einem Ortsteil der Gemeinde Scheyern im oberbayerischen Landkreis Pfaffenhofen an der Ilm. Die Anlage ist unter der Aktennummer D-1-86-151-14 als denkmalgeschütztes Baudenkmal von Euernbach verzeichnet. Ebenso wird sie als Bodendenkmal unter der Aktennummer D-1-7434-0169 im Bayernatlas als „mittelalterliche und frühneuzeitliche Befunde im Bereich des ehem. Schlosses von Euernbach und seiner Vorgängerbauten“ geführt.

## Geschichte
Als erste Besitzer von Euernbach werden die Herren von Leutenpeck genannt, im 14. Jahrhundert folgen die Herren von Wildenwart, Conrad von Wildenwart ehelichte 1287 Katharina von Gepoltsbach und so gelangte auch Göbelsbach in den Besitz des Wildenwarters. 1315 erteilte Kaiser Ludwig dem Conrad wegen seiner treuen Dienste die Hofmarksfreiheit zu Euernbach und Göbelsbach. 1374 und 1381 werden hier Hanns von Wildenwarter und sein Vetter Jacob genannt, 1414–1450 Erasmus Wildenwarter. Mattheus der Wildenwarter (1451–1476) ererbt von seinem Vater das Schloss und die Hofmark Euernbach, die Hofmark Gebelsbach und das zu einer Schäferei hergerichtete Ökonomiegut Engelmannsberg. Georg der Wildenwarter wurde von 1477 bis 1492 Besitzer der väterlichen Güter Euernbach, Gebelsbach und Engelmannsberg; er starb 1492, ohne einen Erben zu hinterlassen (ultimus familiae). Sein Erbe ging an seine Schwester Dorothea, die sich mit Wolfgang von Rohrbach zu Mauern vermählte. Deren Sohn Veit von Rohrbach zu Euernbach verschuldete sich so stark, dass er 1542 Schloss und Sitz Euernbach mit allem Zugehörigkeiten an Georg von Gumpenberg zu Pöttmes verkaufen musste.
Georg von Gumppenberg übergab am 13. Juli 1579 seinem Sohn Albrecht das Schloss und die Hofmark Euernbach, Gebelsbach, Tegernbach und Engelsmannsberg. Bei Albrechts Tod († 19. Februar 1601) hinterließ er seine Frau und fünf Töchter. Seine Frau Margaretha übernahm das Erbe bis zur Errichtung eines Vertrages vom 27. Oktober 1621, in dem festgelegt wird, dass nur zwei der fünf Töchter Hofmarksherrinnen werden, und zwar Marie Catharine, vermählt mit Ladislaus Graf von Toerring und Marie Christine, vermählt mit Wilhelm von Maxlrain. Am 26. Oktober 1630 kommt es zu einem Teilungsvertrag zwischen den Schwestern: Freifrau von Maxlrain erhält Schloss und Hofmark Euernbach; Gräfin Törring erhält Tegernbach, Gebelsbach und Engelmannsberg. Zehn Jahre später erwarb Wolf Ludwig Freiherr von Gumppenberg auch die Hofmark Euernbach und verkaufte sie bereits im folgenden Jahr 1641 an Johann Heinrich Freiherr von Fraunhofen. Von ihm kaufte Graf Wolf Dietrich von Törring am 16. März 1646 die Hofmark Euernbach und zog mit seiner Familie in sein „großes wohnliches Schloss“. 1704 wurde im  spanischen Erbfolgekrieg das große dreigeschossige Schloss niedergebrannt. Von 1744 bis 1745 wurde das Schloss wiederaufgebaut, allerdings nur mehr eingeschossig, aber unter Beibehaltung der alten Schlosskapelle.

## Beschreibung
Das jetzige Schloss wurde nach 1704 errichtet. Es liegt an der Edlinger Straße 1, gegenüber der katholischen Pfarrkirche Mariä Heimsuchung, Der eingeschossige Walmdachbau besitzt zwei polygonale Ecktürme mit verschindelten Zwiebelhauben. An der geknickten Südfront befindet sich ein Rundbogenportal. Die 1753 eingerichtete Schlosskapelle mit einem gewölbten Altarraum befindet sich im südöstlichen Eckturm. Das weitere Schlossareal ist heute modern überbaut. Das Schloss wird als Wohnhaus genutzt.